# مولا دی باری
مولا دی باری (به ایتالیایی: Mola di Bari) یک کومونه در ایتالیا است که در استان باری واقع شده‌است.

## خصوصیات
مولا دی باری ۵۰ کیلومترمربع مساحت و ۲۵٬۹۱۹ نفر جمعیت دارد و ۵ متر بالاتر از سطح دریا واقع شده‌است.

## خواهرخوانده
شهرهای تیوات، پدراخاس د سان استبان و بومپورتو خواهرخوانده‌های مولا دی باری هستند.

## نگارخانه

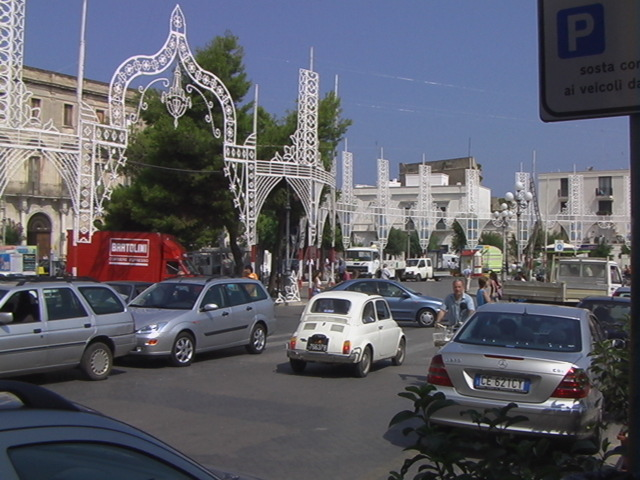
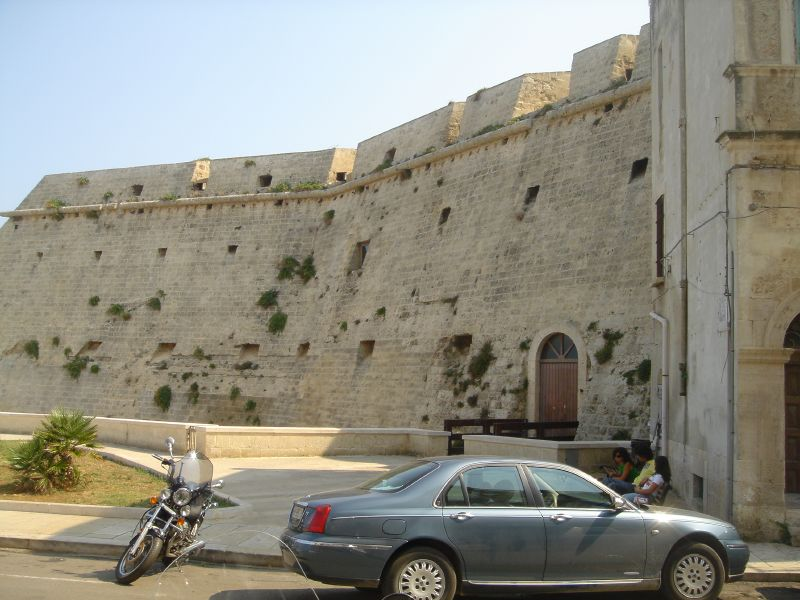
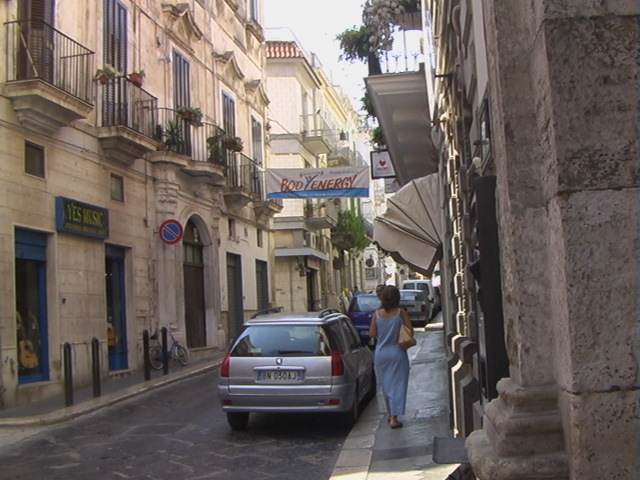
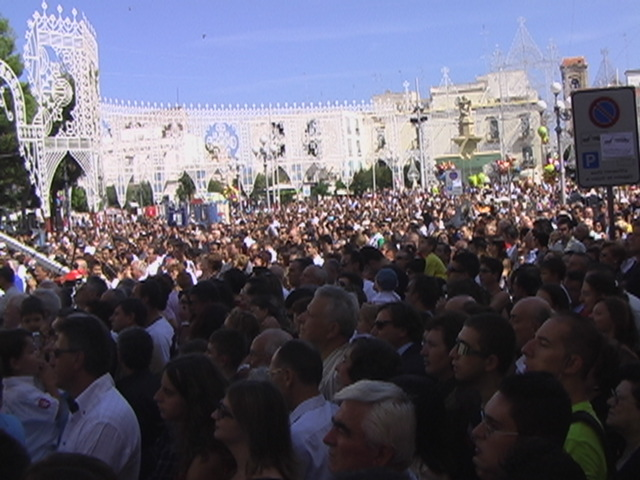
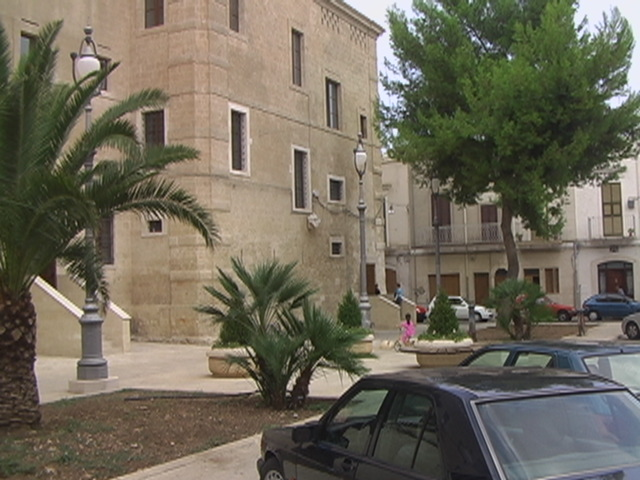
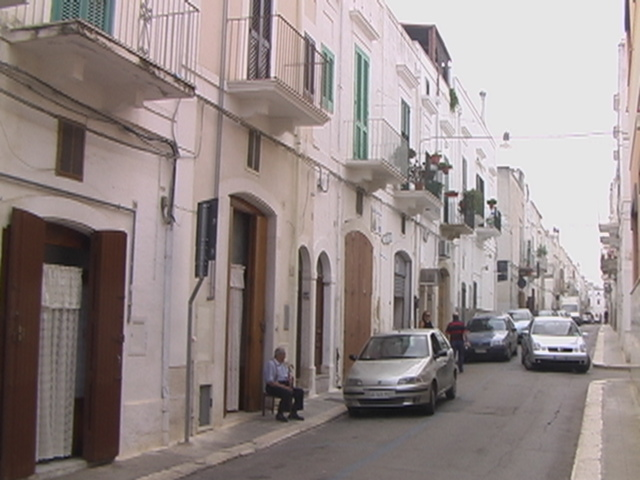
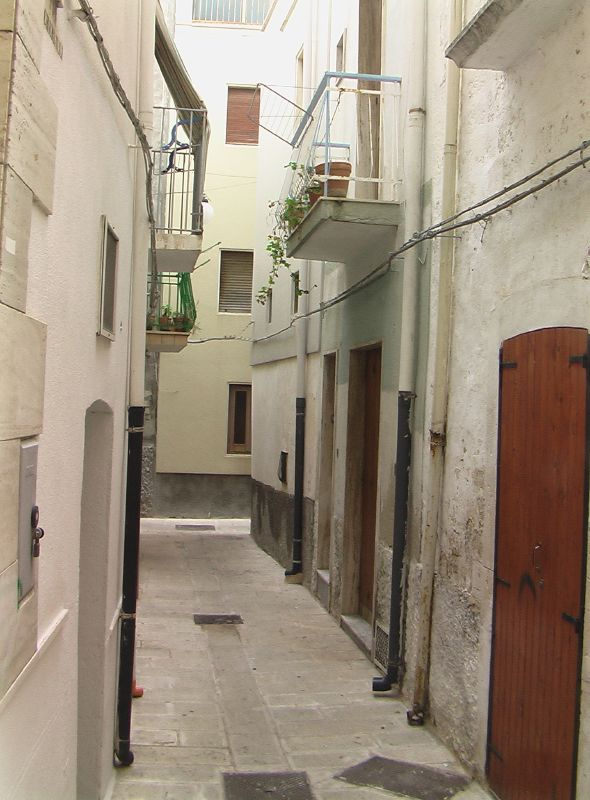
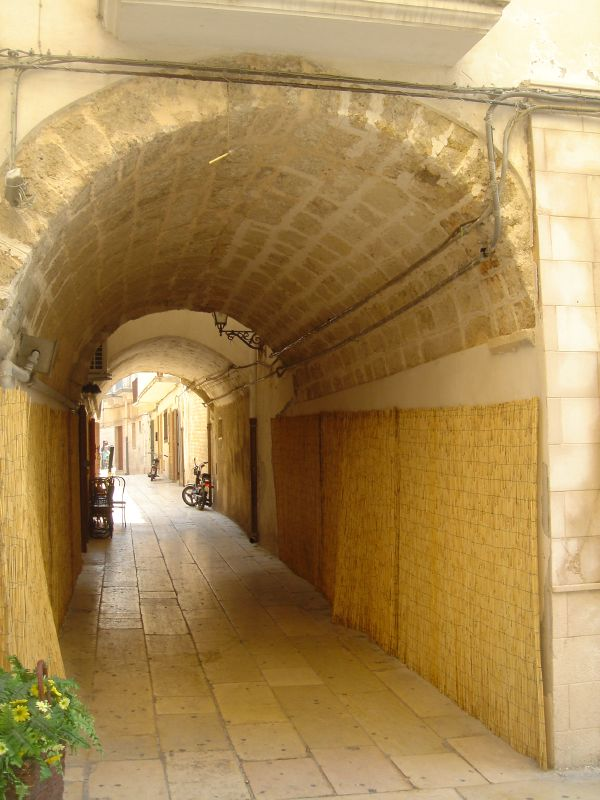
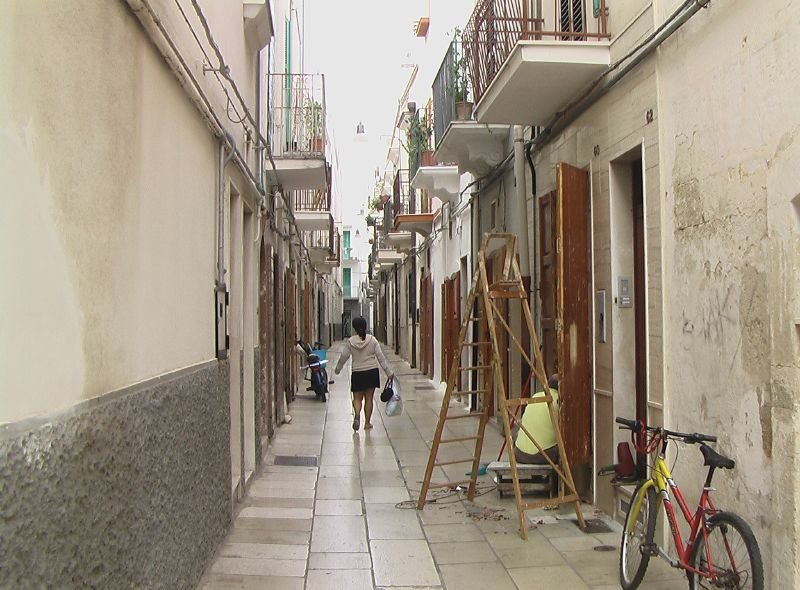
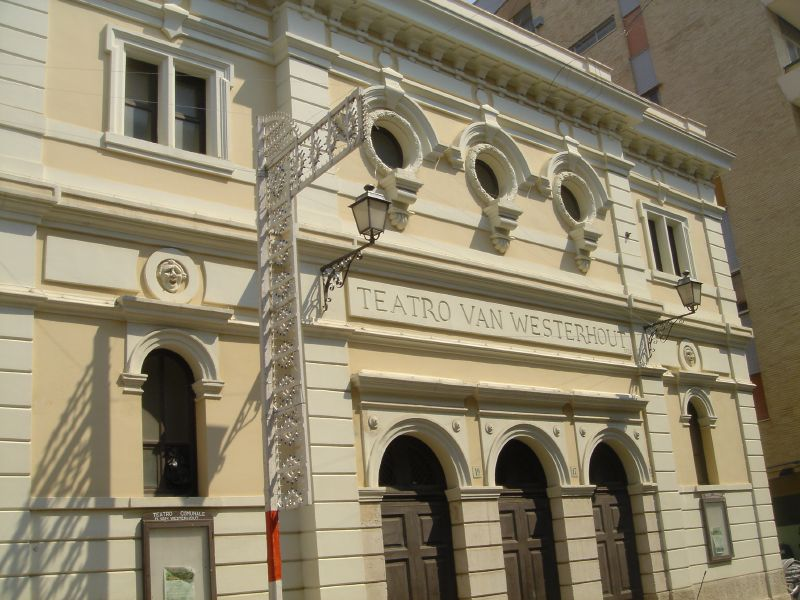